# Euproctis erecta
Euproctis erecta är en fjärilsart som beskrevs av Moore 1879. Euproctis erecta ingår i släktet Euproctis och familjen tofsspinnare. Inga underarter finns listade i Catalogue of Life.